# Scotopteryx unipunctata
Scotopteryx unipunctata är en fjärilsart som beskrevs av Louis Beethoven Prout 1937. Scotopteryx unipunctata ingår i släktet backmätare, och familjen mätare. Inga underarter finns listade.